# Gladiolus longispathaceus
Gladiolus longispathaceus là một loài thực vật có hoa trong họ Diên vĩ. Loài này được Cufod. miêu tả khoa học đầu tiên năm 1969.